# Sainte Jeanne (sloop)
Pour les articles homonymes, voir Sainte Jeanne.
La Sainte Jeanne est une réplique d'un sloop de bornage de 1912, portant le nom de Sainte Jeanne.

C'est un voilier associatif de promenade. Son port d'attache actuel est Erquy dans les Côtes-d'Armor.

Son immatriculation est : SB 60 , SB pour le quartier maritime de Saint-Brieuc.
Elle est labellisée, depuis 2014, comme Bateau d'intérêt patrimonial(BIP) par l'Association patrimoine maritime et fluvial.

## Histoire
C'est la réplique d'un sloop de bornage qui été construit sur le quai du port d'Erquy par le charpentier de marine Yvon Clochet de Plouguiel qui réalisa aussi La Pauline de Dahouet et Le Grand Lejon de Saint-Brieuc.

Lancé en 1994, le Sainte Jeanne est le bateau qui représente Erquy dans les rassemblements de voiliers traditionnels. Géré par l'association Sloop d'Erquy, il propose des promenades en mer pour 18 personnes au maximum.
Il a participé à différents rassemblements maritimes dont Les Tonnerres de Brest 2012 et Brest 2016.